# Burg Unna
Die Burg Unna, im 17. und 18. Jahrhundert auch als Hof zur Küche bezeichnet, ist eine denkmalgeschützte Burg am nordöstlichen Teil der Stadtmauer in Unna, Burgstr. 8.

## Geschichte
Die Stadtburg wurde angeblich 1380 durch den Grafen Engelbert III. von der Mark erbaut, könnte aber mit ihren Anfängen schon an das Ende des 13. Jahrhunderts zurückreichen, als Unna erstmals von einer Stadtbefestigung umgeben wurde. 1405 wurde sie an den Ritter Hermann von der Recke verkauft. Spätere Besitzer waren die Adelsfamilie von Sprenge, Bürgermeister Winold von Büren (um 1600), Familie Davidis (um 1700), Ratmann Hoerde, Herr Hiltrop, Gebrüder Vaerst, Justizkommissar Wiethaus (ab 1807), Sanitätsrat Schulze Höeing (ab 1875) und der Fabrikant Müller. Letzterer verkaufte den sogenannten „Hof zur Küche“ 1929 an die Stadt Unna, die ihn zuerst als Bürgermeisterwohnung und seit 1936 als Museum (Hellwegmuseum) nutzt.
Die Gründung von Heimatmuseen war eine Art geistige Gegenbewegung zur zunehmend technisierten Moderne. Die Ausstellungen dieses Heimatmuseums erstrecken sich von der Vor- und Frühgeschichte über das Mittelalter bis zur Industrialisierung der Hellweg-Region. Hinzu kommen wechselnde Sonderausstellungen mit aktuellen Bezügen.

## Beschreibung
Im 19. Jahrhundert bestand die Burg aus einem Wohnhaus, einer zweiflügeligen, großen Scheune am Haus, einem kleinen Stall, Gärten und einer Ölmühle außerhalb der Umfriedung. Das heutige Gebäude hat die Form eines zweigeschossigen Baus aus Grünsandstein mit Satteldach. Als ältester Teil wurde im 16. Jahrhundert der südliche Flügel errichtet. Der Westflügel entstand um 1890. In der Südwestecke ist ein runder, viergeschossiger Wehrturm mit Kegeldach von 2,50 m Innendurchmesser bei einer Mauerstärke von 2,10 m angefügt. Mittelalterlich sind die unteren Turmgeschosse und drei Kellerräume, die oberen Stockwerke des Turms stammen aus dem Ende des 19. Jahrhunderts. Ursprünglich dürfte noch ein runder Treppenturm in der Mitte der Nordseite angebaut gewesen sein.